# St. Laurentius (Rettenbach)

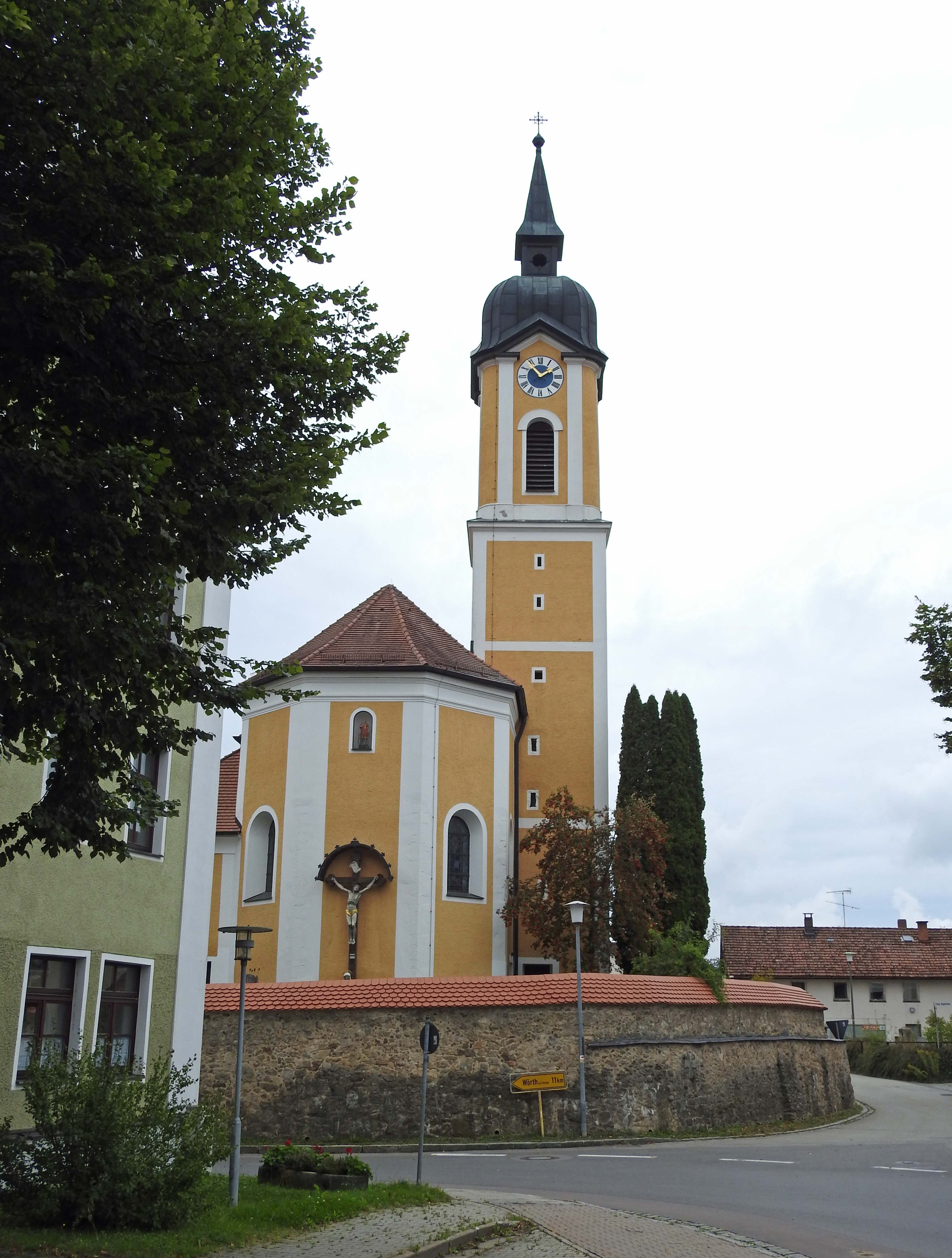
St. Laurentius (Rettenbach)

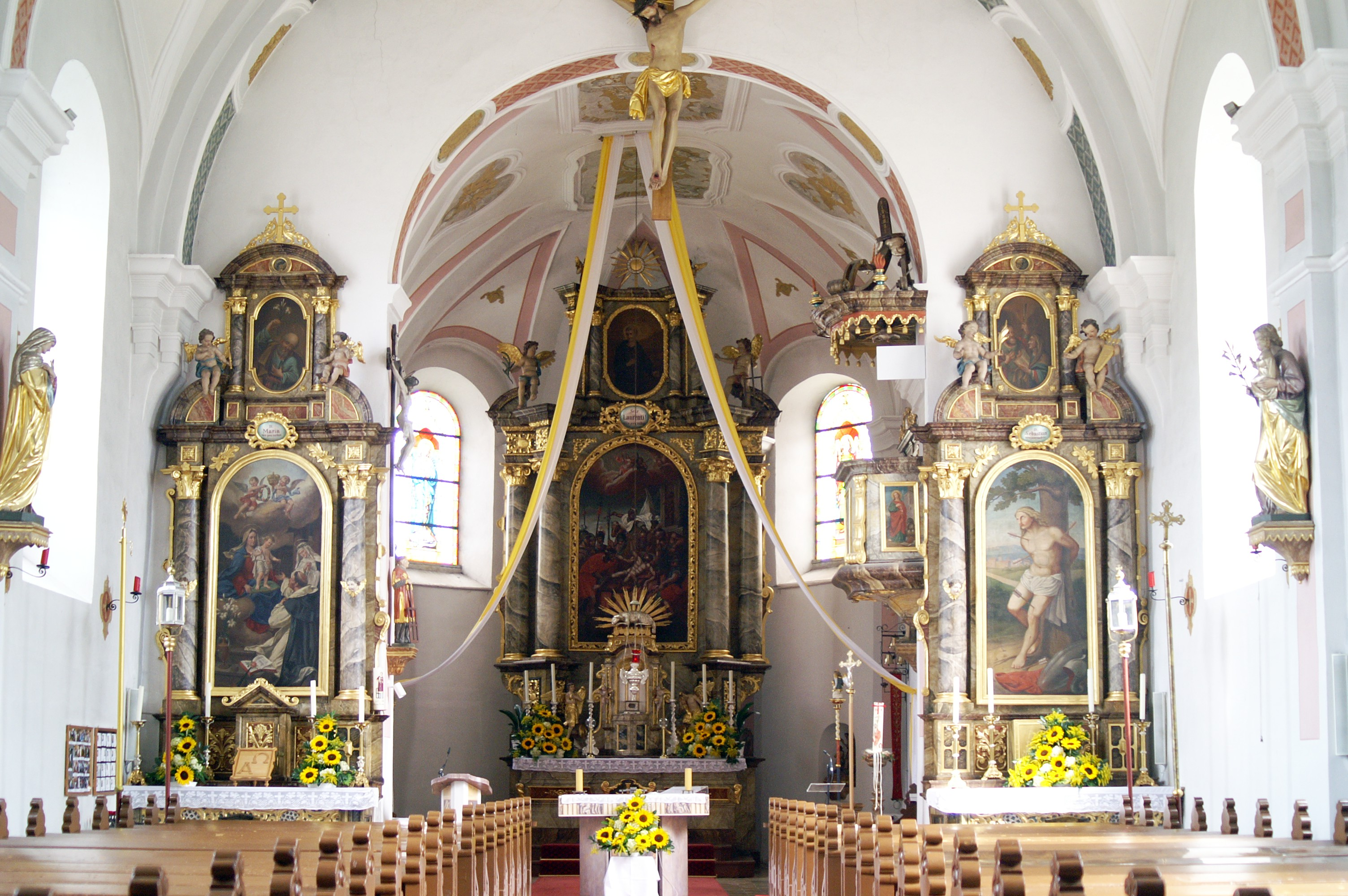
Innenraum

Die römisch-katholische, denkmalgeschützte Pfarrkirche St. Laurentius steht in Rettenbach, einer Gemeinde im Landkreis Cham in der Oberpfalz. Sie ist dem Bistum Regensburg zugeordnet. Das Bauwerk ist unter der Denkmalnummer D-3-72-150-5 als Baudenkmal in die Bayerische Denkmalliste eingetragen.

## Beschreibung
Die barocke Saalkirche besteht aus einem durch Lisenen gegliederten Langhaus, das mit einem Satteldach bedeckt ist, einem eingezogenen, dreiseitig geschlossenen Chor im Osten und einem Chorflankenturm an dessen Nordwand und der Sakristei an der Südwand. Das Langhaus wurde 1894 nach Westen erweitert und mit einer Fassade in Formen der Neorenaissance versehen. Das oberste Geschoss des Chorflankenturms, dessen Ecken abgerundet sind, beherbergt die Turmuhr und den Glockenstuhl. Darauf sitzt eine Glockenhaube, die von einer Laterne bekrönt wird.
Zur Kirchenausstattung gehört ein um 1700 gebauter Hochaltar, der von je zwei Säulen flankiert wird. Auf seinem erneuerten Altarretabel ist der heilige Laurentius dargestellt. Die Orgel wurde 1894 als Opus 297 von Franz Borgias Maerz gebaut.